# Мејсвил (Мисури)
Мејсвил (енгл. Maysville) град је у америчкој савезној држави Мисури.

## Демографија
По попису из 2010. године број становника је 1.114, што је 98 (-8,1%) становника мање него 2000. године.
| Група             | 2000.         | 2010.         |
| Белци             | 1.195 (98,6%) | 1.084 (97,3%) |
| Афроамериканци    | 1 (0,1%)      | 5 (0,4%)      |
| Азијати           | 2 (0,2%)      | 1 (0,1%)      |
| Хиспаноамериканци | 6 (0,5%)      | 4 (0,4%)      |
| Укупно            | 1.212         | 1.114         |